# Gare de Mizoguchi
La gare de Mizoguchi (溝口駅, Mizoguchi-eki) est une gare ferroviaire localisée dans la ville de Himeji, dans la préfecture de Hyōgo au Japon. La gare est exploitée par la compagnie JR West,sur la ligne Bantan.

## Service des voyageurs

### Desserte
La gare de Mizoguchi est une gare disposant de deux quais et de deux voies.

| N° de voie | Ligne    | Direction        |
| ---------- | -------- | ---------------- |
| 1          | ▆ Bantan | Himeji           |
| 2          | ▆ Bantan | Teramae/Wadayama |

| JR West          |                 |                 |                 |                    |
| Direction Himeji | Ligne de Bantan | Ligne de Bantan | Ligne de Bantan | Direction Wadayama |
| Kōro             |                 | Local 普通      |                 | Fukusaki           |